# Fretterans
Fretterans ist eine französische Gemeinde im Département Saône-et-Loire in der Region Bourgogne-Franche-Comté. Sie gehört zum Arrondissement Louhans und zum Kanton Pierre-de-Bresse. Der Ort hat 282 Einwohner (Stand 1. Januar 2022). Die Einwohner werden Fretteranais, resp. Fretteranaises genannt.

## Geografie

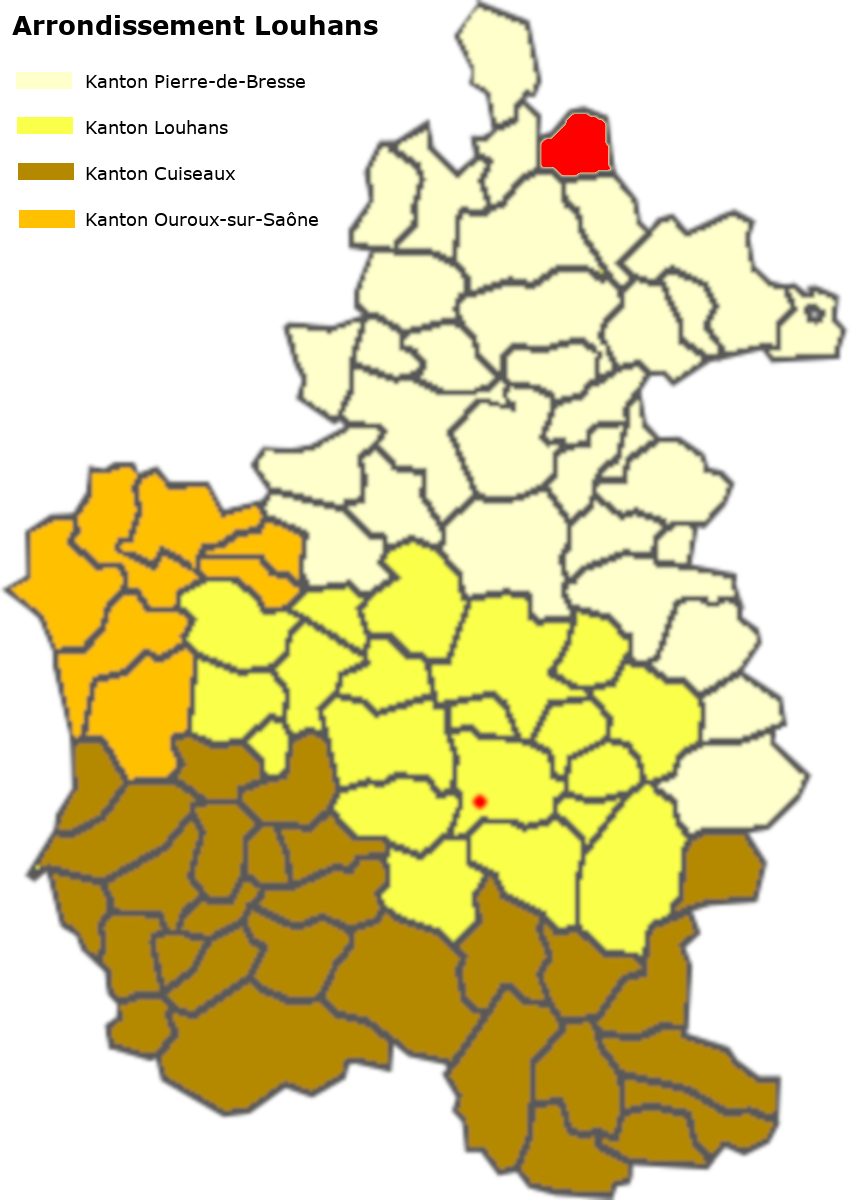
Lage der Gemeinde im Arrondissement Louhans

Die Gemeinde liegt in der Landschaft Vallée de la Saône südlich einer Flussschlinge des Doubs, der auch die Grenze zum Département Jura bildet. Das Gemeindegebiet ist kaum bewaldet, lediglich ein kleines Gebiet nördlich des Doubs weist etwas Laub- und Niederwald auf, nebst einigen Pappelplantagen entlang den Wasserläufen. Das übrige Gemeindegebiet wird weitgehend landwirtschaftlich genutzt. In Ost-West-Richtung verbindet die Départementsstraße D118 Lays-sur-le-Doubs mit Neublans-Abergement, in Nord-Süd-Richtung verläuft die Départementsstraße D373 von Fretterans Richtung Authumes.
Bestimmend für die Gemeinde ist der Doubs, gleichzeitig eine Quelle des Reichtums wie der Zerstörung. Das Schwemmland ist außerordentlich fruchtbar und die Bewohner von Fretterans hatten seit 1433 das Recht, im Doubs zu fischen. Der Doubs wurde zeitweise als Wasserstraße und als Transportweg genutzt, trieb Mühlen und Sägereien an.
Der Fluss konnte aber auch vernichtend sein, am 29. Mai 1729 ertranken sechs Frauen gleichzeitig, am 30. September 1784 ein Mann und fünf Frauen. Sie schienen den Fluss in einem Boot überquert und Vieh hinter sich hergezogen zu haben, um es auf den Flussinseln oder der anderen Flussseite zu weiden. Zudem war der Lauf des Flusses unstet, er konnte sein Bett wechseln und bedrohte oder zerstörte mehrmals das Dorf. Die Bewohner beklagten sich beim Generalrat und entsprechende Arbeiten wurden begonnen. Aber die Bewohner des gegenüberliegenden Petit-Noir zerstörten das begonnene Werk, schlugen die Arbeiter, verbrannten das Konstruktionsholz, eroberten die Werkstätten und stahlen die Werkzeuge. Seither wurden immer wieder Maßnahmen getroffen, um den Doubs zu beruhigen, ihn in seinem Bett zu halten und die gefährdeten Dörfer zu schützen.
Zur Gemeinde gehören folgende Weiler und Fluren: Corvée, Faubourg, Ilets, Iliation, Iliom, Motte, Pâquier, Pays-Neuf, Roue.

### Klima
Das Klima in Fretterans ist warm und gemäßigt. Es gibt das ganze Jahr über deutliche Niederschläge, selbst der trockenste Monat weist noch hohe Niederschlagsmengen auf. Die Klassifikation des Klimas nach Köppen und Geiger ist Cfb ((Gemäßigtes) Ozeanklima). Die Temperatur liegt im Jahresdurchschnitt bei 11,8 °C. Der wärmste Monat ist der Juli mit einer Durchschnittstemperatur von 20,9 °C, der kälteste der Januar mit 3,1 °C. Über ein Jahr verteilt summieren sich die Niederschläge auf 1065 mm, dabei ist der November mit 110 mm der niederschlagsreichste, während Juli und August als trockenste Monate 78 mm aufweisen. Über das ganze Jahr werden etwa 2699 Sonnenstunden gezählt.
|                        | Jan | Feb | Mär  | Apr  | Mai  | Jun  | Jul  | Aug  | Sep  | Okt  | Nov  | Dez |   |      |
| Mittl. Temperatur (°C) | 3,1 | 3,7 | 7,3  | 11,0 | 14,9 | 18,9 | 20,9 | 20,5 | 16,8 | 12,7 | 7,2  | 3,9 | ⌀ | 11,8 |
| Mittl. Tagesmax. (°C)  | 6,1 | 7,5 | 11,6 | 15,6 | 19,2 | 23,6 | 25,6 | 25,3 | 21,3 | 16,8 | 10,4 | 6,8 | ⌀ | 15,9 |
| Mittl. Tagesmin. (°C)  | 0,4 | 0,3 | 3,0  | 6,1  | 10,0 | 13,8 | 15,8 | 15,6 | 12,4 | 8,9  | 4,2  | 1,3 | ⌀ | 7,7  |
|                        |     |     |      |      |      |      |      |      |      |      |      |     |   |      |
| Niederschlag (mm)      | 90  | 77  | 77   | 88   | 96   | 81   | 78   | 78   | 87   | 103  | 110  | 100 | Σ | 1065 |

| 0,4 |

| 0,3 |

| 3,0 |

| 6,1 |

| 10,0 |

| 13,8 |

| 15,8 |

| 15,6 |

| 12,4 |

| 8,9 |

| 4,2 |

| 1,3 |

| 0,4 |

| 0,3 |

| 3,0 |

| 6,1 |

| 10,0 |

| 13,8 |

| 15,8 |

| 15,6 |

| 12,4 |

| 8,9 |

| 4,2 |

| 1,3 |

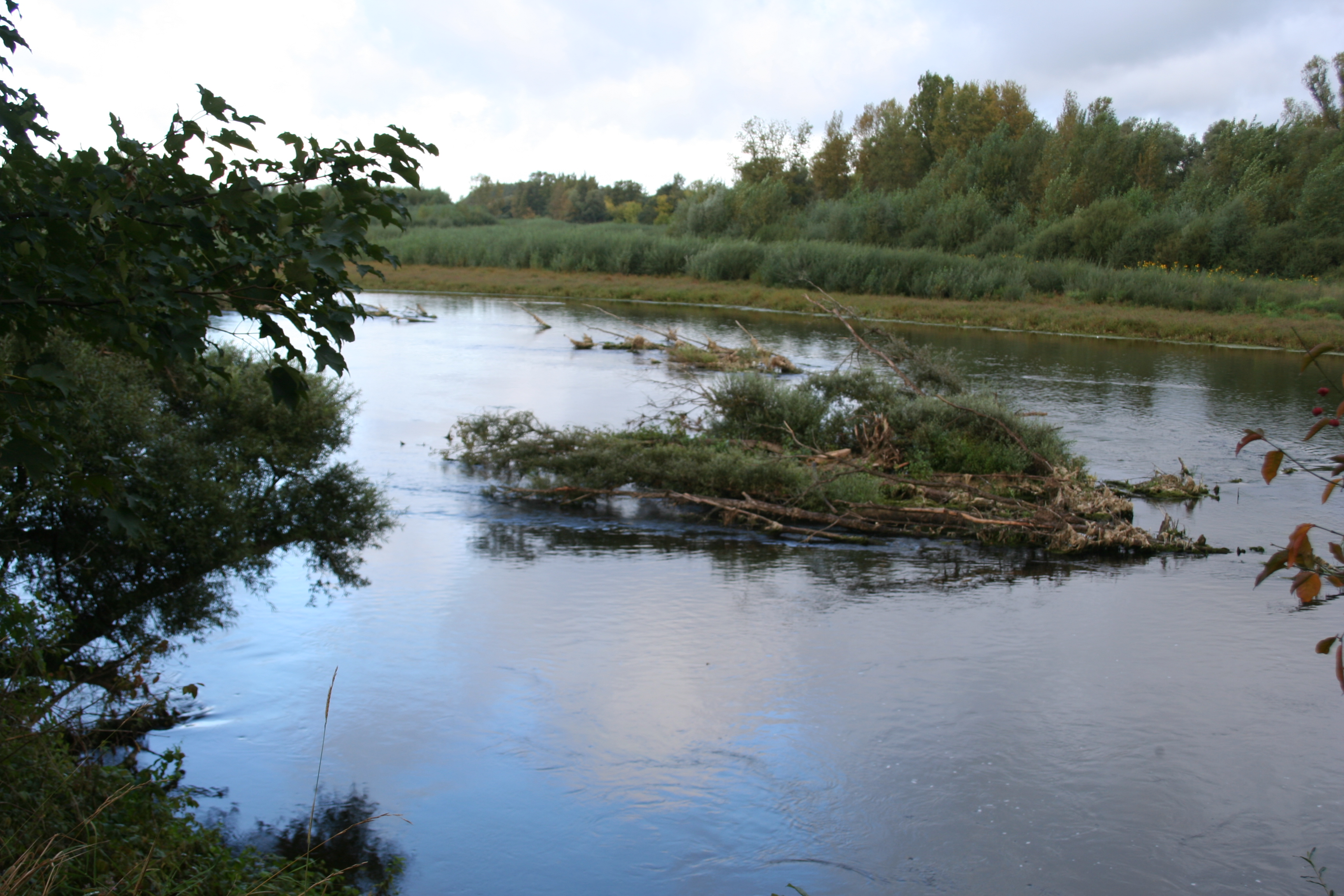
Doubs bei Fretterans
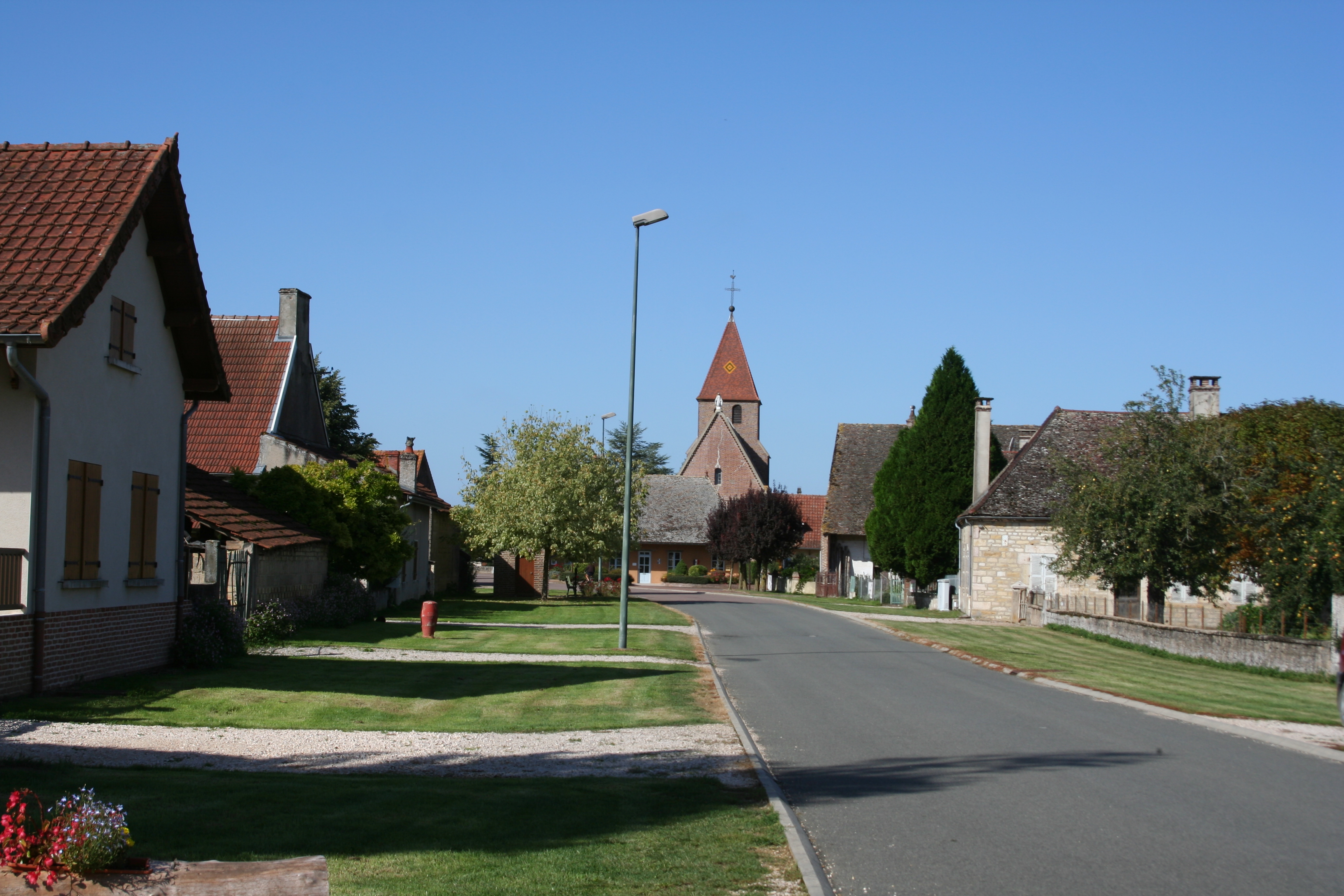
Grande Rue in Fretterans
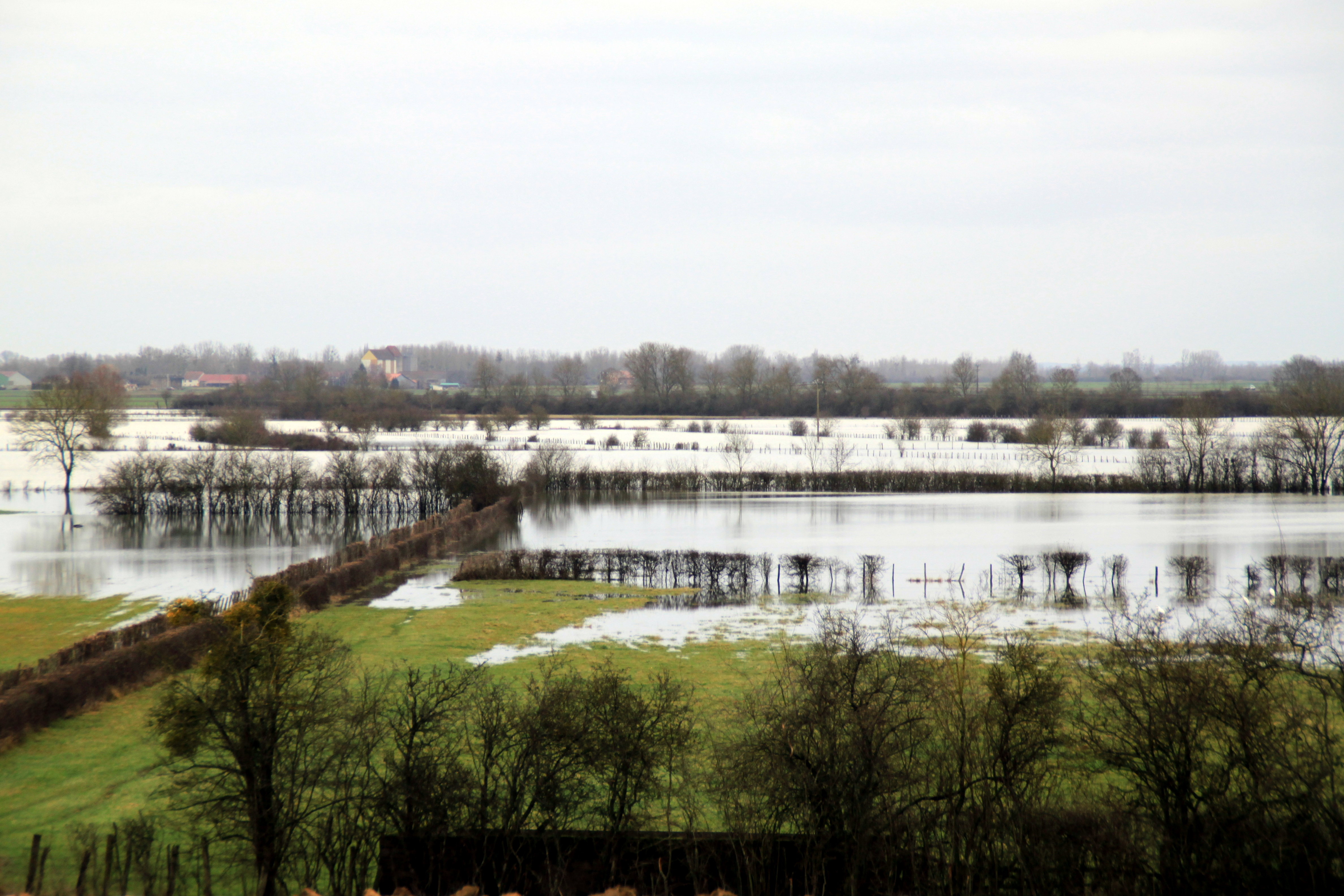
Überschwemmungsgebiet des Doubs bei Fretterans – Pierre-de-Bresse
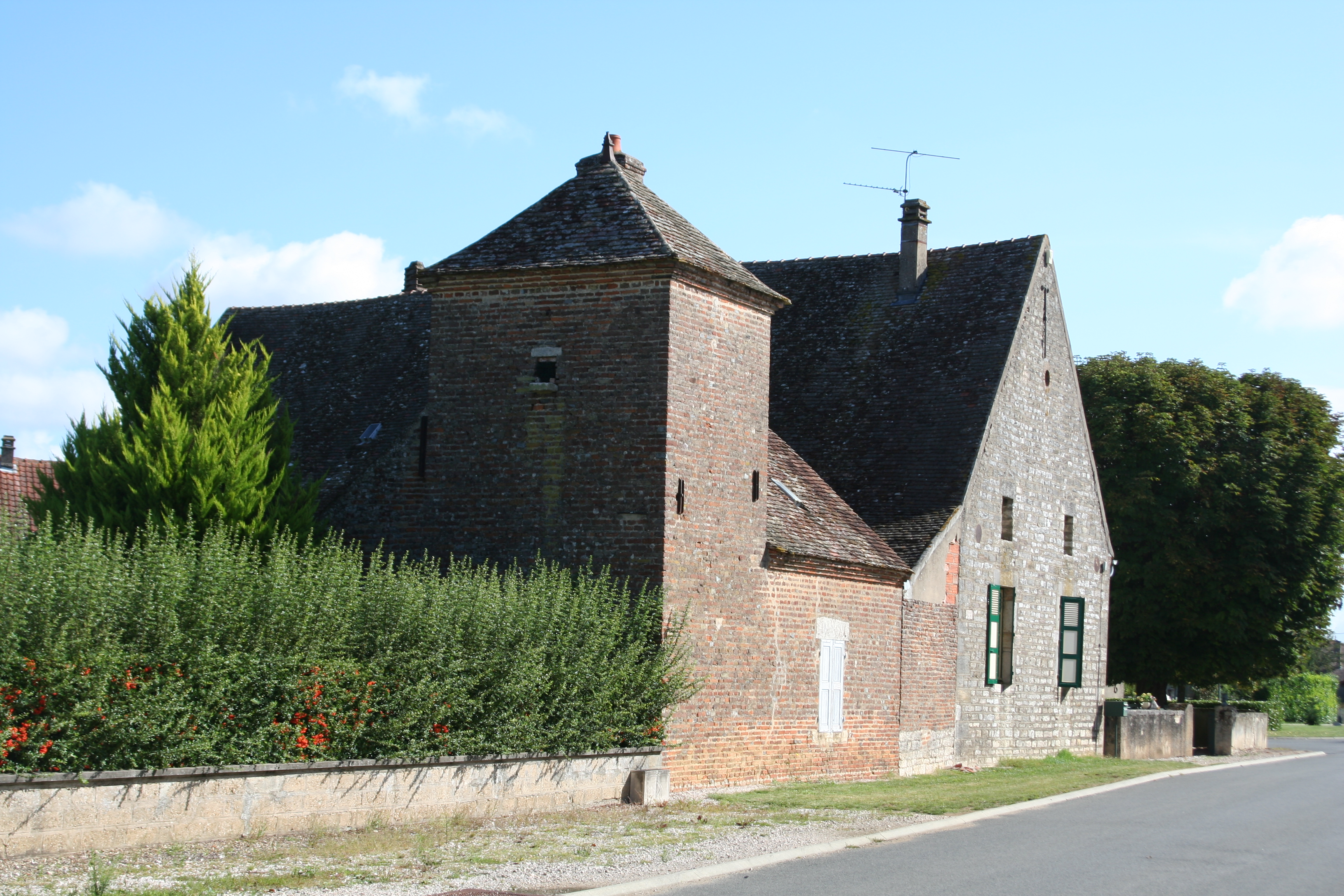
Haus in der Grande Rue
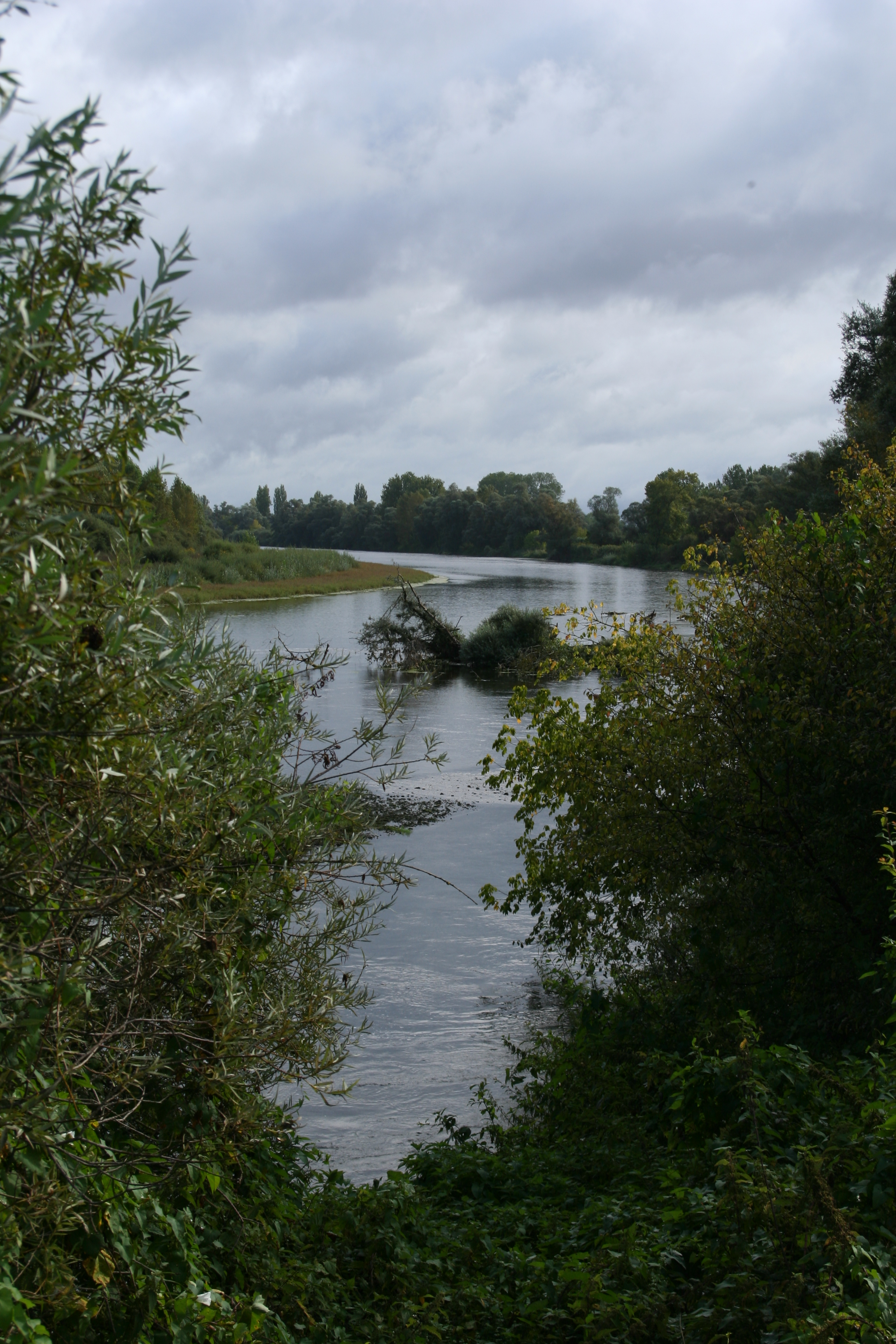
Doubs bei Fretterans

## Toponymie
Der Name geht möglicherweise schon auf die keltische Besiedlungszeit zurück, worauf die Endsilbe -ans hindeutet. Denkbar ist aber auch, dass der Name auf freta, frecta zurückgeht, womit unbebautes Land bezeichnet wurde. Die Endsilbe -ans kann sich auch aus dem germanischen Suffix -inc, -ing entwickelt haben. Wahrscheinlich ist deshalb, dass die einwandernden germanischen Burgunden im 5. Jahrhundert dem Ort den Namen gaben.
Der Ortsname taucht erstmals als Freterens im Kartular von Baume auf, wonach der Ort ebenfalls zum Besitz dieses Klosters gehörte.

## Geschichte
Am äußersten Rand des Gemeindegebiets befindet sich la Motte mit einem Fachwerkhaus, das 1663 erbaut wurde. Auf dem Hügel war vom 14. bis 16. Jahrhundert ein befestigter Herrensitz, der als Verteidigungswerk gegen die angreifenden Gegner aus der Franche-Comté diente. An der Rue de l’église befindet sich ein Bauernhaus, das aus derselben Zeit stammt, heute renoviert und noch bewohnt ist.
Im 13. Jahrhundert gehörte ein Teil des Ortsgebietes einer der einflussreichsten burgundischen Familien, den de Vienne. Ihre Besitzungen erstreckten sich von Seurre bis zur Franche-Comté und die südliche Bresse. Die Familie gab aber nach und nach ihre Macht an die Klöster ab. Am Ende des 14. Jahrhunderts war Mathey de Rye Herr über einen Teil Fretterans, jedoch als Vasall von Jacques de Vienne, dem Bruder seiner Ehefrau. Aus einer Urkunde von 1433 ging hervor, dass sein Sohn, Guy de Rye, für die Geschenke und Dienste, die ihm durch die Einwohner Fretterans' geleistet wurden, diesen die Freiheit und das Recht zustand, alle Tiere und Raubvögel auf dem ganzen Gebiet zu jagen, sowohl im Fluss, als auch anderswo und gar im Wald von Neublans, mit Fangnetzen oder anderen Geräten, wobei sie dem Herrn lediglich ein Viertel des Wildbrets zu bezahlen hätten.
Als Folge der Heirat der Tochter von Guy de Rye, wurde ihr Ehegatte, Pierre de Goux Herr über Fretterans. Er wurde durch Philipp den Guten nach der Schlacht an der Schelde zum Ritter geschlagen. 1465 wurde er Nachfolger von Nicolas Rolin als Großkanzler von Philipp dem Guten und Karls des Kühnen. 1467 erwarb Pierre de Goux die Hälfte von Louhans. Er starb in Belgien, wo er über ausgedehnte Besitzungen verfügte. Er war ein direkter Vorfahre von König Baudouin I. von Belgien.
1503 war ein Nachkomme der Goux Herr über Fretterans, als zweiter Besitzer des Gebietes wurde N. Longvy de Givry erwähnt. 1540 verkaufte Françoise de Longvy ihre Herrschaft an Ray Fernandez Dalmata, den spanischen Botschafter am Hof des französischen Königs.
1534 erwarb Philippe Chabot, Admiral von Frankreich, die Herrschaft Authumes, sein Sohn Léonor war ebenfalls Herr über Fretterans und anerkannte dieses als Allod. 1676 wurden die Leute von Fretterans gar vom Rübsenzehnten befreit. Später gehörte die Herrschaft Fretterans Pierre Belin, der sie 1685 an Louis de Lorraine verkaufte. Bereits im folgenden Jahr wurde sie durch Claude de Thiard de Bissy erworben und verblieb schließlich im Besitz der Thiards bis zur Französischen Revolution.
Im Laufe der Revolutionswirren erwarb Jean Cordelier, Arzt in Fretterans, als Départemensverwalter großflächig Land in den Ortschaften Fretterans, Authumes und Neublans. Die Kirche diente als Gemeindeverwaltung. Im Jahr VII der Revolution (1800) ließ der Gemeindebevollmächtigte die Einwohner erfassen und zählte 120 Haushaltungen mit 440 Einwohnern.
Die Einwohner erlitten – wie alle Bewohner der Region – mancherlei Rückschläge. Im ersten Drittel des 11. Jahrhunderts plagten drei große Hungersnöte die Bevölkerung, die dritte von 1030 noch verstärkt durch eine Pestepidemie. Das Ende des Jahrhunderts brachte mit den heimkehrenden Kreuzfahrern die Lepra, die während dreier Jahrhunderte grassierte.
Im 14. Jahrhundert litt die Bevölkerung unter den gnadenlosen Kriegen zwischen dem Herzogtum Burgund und der Franche-Comté und dem Hundertjährigen Krieg. Die Felder wurden nicht mehr bestellt, Hungersnöte quälten die Bevölkerung und 1348 grassierte die Pest, die ein Drittel der Bevölkerung auslöschte. 1390 und 1399 brachten erneute Pestepidemien. Zudem litt die Bevölkerung unter den Plünderzügen der Grandes Compagnies. Die Bauern gruben sich unterirdische Verstecke und arbeiteten bis zur Erschöpfung, um ihre Familien durchzubringen und nicht Hungers zu sterben. 1356 erschütterte zu alledem ein schweres Erdbeben die Gegend, begleitet von starken Stürmen, die Brücken der Saône wurden weggeschwemmt und zahlreiche Dörfer zerstört.
Das 15. Jahrhundert schien nicht viel besser gewesen zu sein, Nahrungsmittelmangel und Pest, besonders im Jahr 1437, Verwüstungen durch die räuberischen Banden, die durch König Karl VII., den Siegreichen, nach der Beendigung des Hundertjährigen Krieges entlassen wurden. Wachtposten auf den Kirchtürmen warnten die Bevölkerung, wenn sich in der Ferne etwas bewegte, und die Bauern versteckten sich mit ihrem Mobiliar und dem Vieh in ihren Löchern und in Gebüschen. 1439 schritt die Armee des Herzogs von Burgund zur Vernichtung der Banden, deren tote Körper den Doubs und die Saône hinuntertrieben. Seither scheint eine Feindschaft zwischen den Burgundern und den Leuten der Franche-Comté zu bestehen: „Die Bewohner Fretterans, glücklich darüber, die französische Armee anrücken zu sehen, … beschlossen, auf eigene Faust zu handeln, überfielen das Nachbardorf Longwy, richteten einigen Schaden an, um schließlich die Kirchenglocken im Triumph zu entführen. Der Zorn über diesen Angriff war so stark, dass während mehr als einem Jahrhundert eine Heirat zwischen Leuten aus Longwy mit Bewohnern von Fretterans undenkbar war.“
Das 16. Jahrhundert begann mit einer schrecklichen Pestepidemie. Trockenheiten, wie 1556 oder eiskalte Winter wie 1565 führten erneut zu Hungersnöten. Der Mensch trug das Seinige zum Schrecken bei, Bürgerkriege und religiöse Auseinandersetzungen erschütterten die Bresse, die dem Protestantismus zugeneigt war. Schließlich kam 1590 unter König Heinrich IV. ein Waffenstillstand zustande. Als dieser aber die Franche-Comté erobern wollte, litt die Bresse erneut unter den schrecklichen Kriegsfolgen.
Das 17. Jahrhundert brachte andauernde Kriege mit der Franche-Comté, 1636 wurden die Dörfer entlang des Doubs gebrandschatzt, die Bevölkerung massakriert. Dasselbe wiederholte sich noch mehrere Male, dazu kamen drakonische Steuern, um die Kriege zu finanzieren, die Pest wütete und 1652 versetzte eine Sonnenfinsternis die Bevölkerung in Angst und Schrecken. 1662 erlitt ganz Frankreich eine Hungersnot und das folgende Jahr regnete es von Juni bis August ununterbrochen, begleitet von Überschwemmungen, Zerstörungen, Bevölkerungsrückgang, schlechten Ernten und einer großen Sterblichkeit (Fretterans 1693: 19 Todesfälle, 1694: 20 Todesfälle).
Das 18. Jahrhundert war geprägt von der Kleinen Eiszeit, es blieb den Leuten nur Gras zu essen, mehr war nicht vorhanden. Brot wurde aus den Wurzeln des Farnkrauts gebacken und die Menschen starben wie die Fliegen vor Hunger und vom Gras essen. (Fretterans 1709: 33 Todesfälle, 1710: 29, 1746: 29, 1747: 34) Mitte des Jahrhunderts folgten Viehseuchen und Hungersnöte grassierten in ganz Frankreich. Der Winter 1788/89 war schrecklich, gefolgt von einer beispiellosen Trockenheit und einer erneuten Kälte. Die Bevölkerung war in ihrer Not zu allem bereit und folgte deshalb willig in die Revolution.

### Die Herren von Fretterans
Die Herrschaft Fretterans war ein Allod, ein freies Lehen, das weder zinspflichtig war, noch Frondienst schuldete.
1433 gehörte Fretterans noch zu Neublans und Guy de Neublans bedankte sich bei den Leuten von Fretterans für ihre Gaben und Dienste, indem er ihnen erlaubte alle wilden Tiere und Vögel, mit Netzen und Geräten, im ganzen Gebiet zu jagen, sogar in den Wäldern von Neublans, unter Abgabe eines Viertels des Wildbrets an den Herrn.
Im 15. und 16. Jahrhundert war die Familie de Rupt – verschwägert mit den de Viennes – Herren von Fretterans, 1510 war das Lehen im Besitz von Jean de Longwy. 1540 war es seiner Tochter, Françoise de Longwy, der Ehefrau des Comte de Busançois. Sie verkaufte das Lehen an Ray Fernandez Dalmata, Botschafter Spaniens am Hof des Königs. Nach ihm – bereits im 17. Jahrhundert – wurden die Gräfin von Elbeuf und ihr Bruder, der Comte de Charny Besitzer des Lehens. Diese stammten ebenfalls aus dem Haus Guise, wie Louis de Lorraine, der Herr von Authumes.
1686 waren Fretterans und Authumes im Besitz von Jacques de Thiard, Marquis de Bissy, wo sie bis zur Revolution verblieben.
Mit der Französischen Revolution 1789 wurden die Vorrechte des Adels abgeschafft, sie behielten lediglich noch ihre Titel.

## Bevölkerung
| Fretterans: Einwohnerzahlen von 1793 bis 2021 | Fretterans: Einwohnerzahlen von 1793 bis 2021 | Fretterans: Einwohnerzahlen von 1793 bis 2021 | Fretterans: Einwohnerzahlen von 1793 bis 2021 | Fretterans: Einwohnerzahlen von 1793 bis 2021 |
| --- | --------------------------------------------- | --------------------------------------------- | --------------------------------------------- | --------------------------------------------- |
| Jahr |                                               |                                               |                                               | Einwohner                                     |
| 1793 | 1793                                          |                                               | 414                                           | 414                                           |
| 1800 | 1800                                          |                                               | 418                                           | 418                                           |
| 1806 | 1806                                          |                                               | 550                                           | 550                                           |
| 1821 | 1821                                          |                                               | 513                                           | 513                                           |
| 1831 | 1831                                          |                                               | 552                                           | 552                                           |
| 1836 | 1836                                          |                                               | 495                                           | 495                                           |
| 1841 | 1841                                          |                                               | 455                                           | 455                                           |
| 1846 | 1846                                          |                                               | 478                                           | 478                                           |
| 1851 | 1851                                          |                                               | 480                                           | 480                                           |
| 1856 | 1856                                          |                                               | 524                                           | 524                                           |
| 1861 | 1861                                          |                                               | 555                                           | 555                                           |
| 1866 | 1866                                          |                                               | 528                                           | 528                                           |
| 1872 | 1872                                          |                                               | 533                                           | 533                                           |
| 1876 | 1876                                          |                                               | 536                                           | 536                                           |
| 1881 | 1881                                          |                                               | 561                                           | 561                                           |
| 1886 | 1886                                          |                                               | 522                                           | 522                                           |
| 1891 | 1891                                          |                                               | 506                                           | 506                                           |
| 1896 | 1896                                          |                                               | 475                                           | 475                                           |
| 1901 | 1901                                          |                                               | 507                                           | 507                                           |
| 1906 | 1906                                          |                                               | 503                                           | 503                                           |
| 1911 | 1911                                          |                                               | 507                                           | 507                                           |
| 1921 | 1921                                          |                                               | 448                                           | 448                                           |
| 1926 | 1926                                          |                                               | 420                                           | 420                                           |
| 1931 | 1931                                          |                                               | 426                                           | 426                                           |
| 1936 | 1936                                          |                                               | 400                                           | 400                                           |
| 1946 | 1946                                          |                                               | 426                                           | 426                                           |
| 1954 | 1954                                          |                                               | 374                                           | 374                                           |
| 1962 | 1962                                          |                                               | 386                                           | 386                                           |
| 1968 | 1968                                          |                                               | 373                                           | 373                                           |
| 1975 | 1975                                          |                                               | 352                                           | 352                                           |
| 1982 | 1982                                          |                                               | 335                                           | 335                                           |
| 1990 | 1990                                          |                                               | 318                                           | 318                                           |
| 1999 | 1999                                          |                                               | 299                                           | 299                                           |
| 2006 | 2006                                          |                                               | 300                                           | 300                                           |
| 2010 | 2010                                          |                                               | 291                                           | 291                                           |
| 2015 | 2015                                          |                                               | 287                                           | 287                                           |
| 2021 | 2021                                          |                                               | 286                                           | 286                                           |
| Quelle(n): EHESS/Cassini bis 2006, ab 2009 INSEE Anmerkung(en): • Ab 1962 offizielle Zahlen ohne Einwohner mit Zweitwohnsitz • Höchste Einwohnerzahl 1881 mit 561, tiefste Einwohnerzahl 2014 mit 288 (51,3 % vom Maximum) |                                               |                                               |                                               |                                               |

| Bevölkerungsstruktur | Anzahl Einwohner | männlich | weiblich | davon Ausländer | Anteil % |
| -------------------- | ---------------- | -------- | -------- | --------------- | -------- |
|                      | 286              | 141      | 145      | 3               | 1,0      |

| Männer | Alterstufe | Frauen |
| ------ | ---------- | ------ |
| 2      | 90 + älter | 3      |
| 13     | 75–89      | 17     |
| 37     | 60–74      | 29     |
| 37     | 45–59      | 37     |
| 12     | 30–44      | 17     |
| 24     | 15–29      | 21     |
| 16     | 0–14       | 21     |

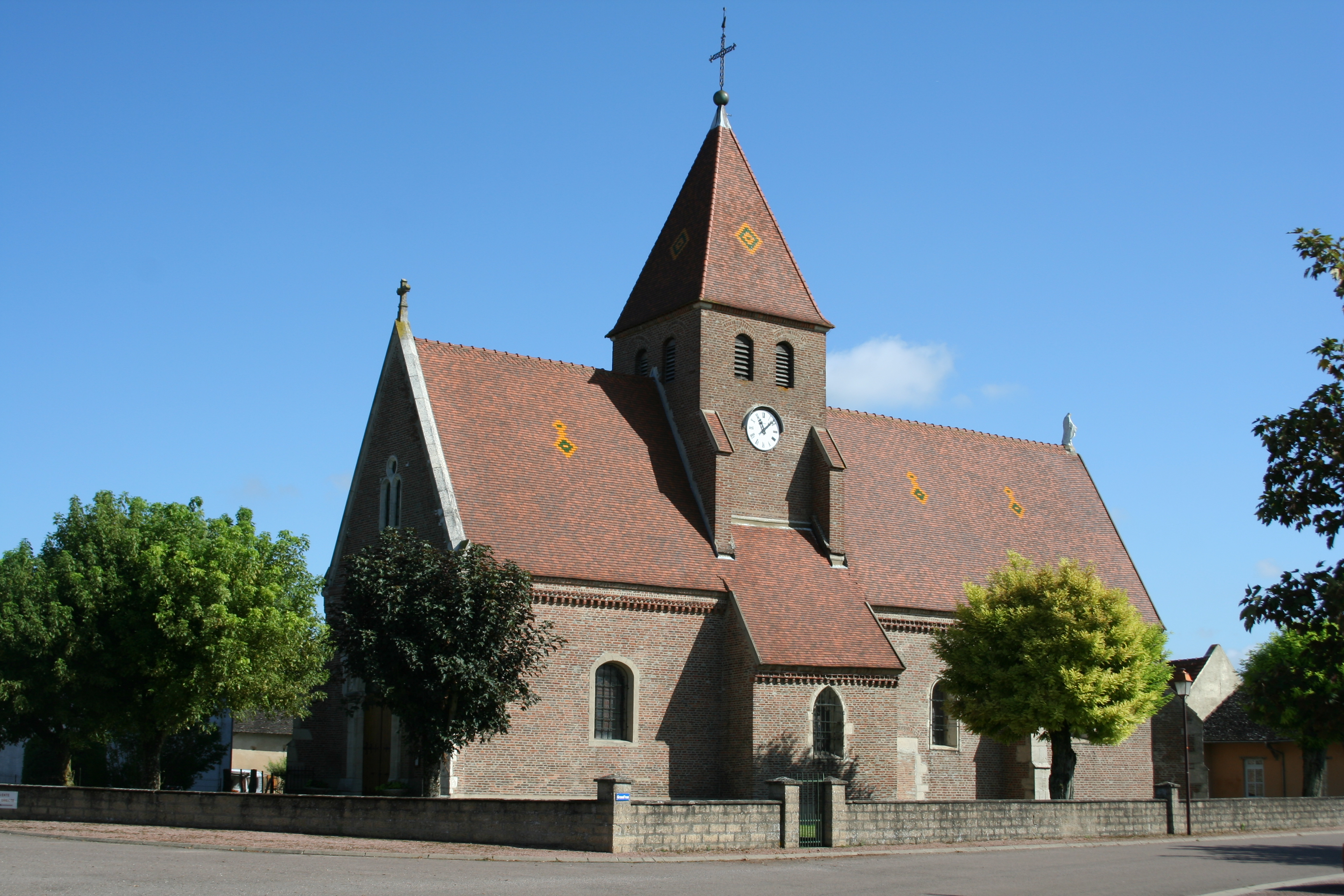
Kirche Mariä Himmelfahrt in Fretterans

Die Bevölkerungsstruktur zwischen Männern und Frauen ist ausgeglichen, wobei 39 % der Bevölkerung jünger als 45 Jahre sind. Demgegenüber sind 35 % der Einwohner älter als 60 Jahre und damit im Rentenalter.
| Wohnstruktur               | Anzahl Wohneinheiten | davon Häuser | Wohnungen | sonstige |
| -------------------------- | -------------------- | ------------ | --------- | -------- |
|                            | 169                  | 166          | 3         |          |
| davon Hauptwohnsitz        | 134                  |              |           |          |
| Zweit- oder Ferienwohnsitz | 20                   |              |           |          |
| vakant                     | 15                   |              |           |          |

## Wirtschaft und Infrastruktur

### Unternehmen, Betriebe, Ladengeschäfte und Einrichtungen
In der Gemeinde befinden sich nebst Mairie und Kirche folgende Unternehmen nach Branchen:
| Branche                                                           | Anzahl Betriebe |
| ----------------------------------------------------------------- | --------------- |
| Industrie und verarbeitendes Gewerbe                              | 1               |
| Baugewerbe                                                        | 4               |
| Groß- und Einzelhandel, Verkehr, Beherbergung und Gastronomie     | 3               |
| Information und Kommunikation                                     |                 |
| Finanz- und Versicherungsdienstleistungen                         |                 |
| Grundstücks- und Wohnungswesen                                    | 2               |
| Freiberufliche, wissenschaftliche und technische Dienstleistungen |                 |
| Öffentliche Verwaltung, Unterricht, Gesundheits- und Sozialwesen  |                 |
| Sonstige Dienstleistungen                                         | 4               |
| Land- und Forstwirtschaftsbetriebe                                | 9               |

In der Gemeinde befinden sich eine Schreinerei/Zimmerei, ein Elektriker, zwei Maler/Gipser und ein Kleidergeschäft. In der Gemeinde befinden sich zudem ein Sportplatz/-halle und eine Gîte. Mit den Gütern des täglichen Bedarfs versorgen sich die Einwohner in Pierre-de-Bresse oder Petit-Noir.

### Geschützte Produkte in der Gemeinde
Als AOC-Produkte sind in Fretterans Morbier und Comté zugelassen, ferner Volaille de Bresse und Dinde de Bresse außer in den Gemeindeteilen nördlich des Doubs.

### Bildungseinrichtungen
In der Gemeinde bestehen keinerlei schulischen Einrichtungen. Die Kinder werden in Schulen der umliegenden Gemeinden ausgebildet.

## Sehenswürdigkeiten
- Kirche Mariä Himmelfahrt (15. Jahrhundert). Kurzbeschrieb und Bilder Église de l'Assomption de la Vierge[19]